# IC 1496
IC 1496 — галактика типу S0-a (спіральна галактика) у сузір'ї Риби.
Цей об'єкт міститься в оригінальній редакції індексного каталогу.